# 出発!ドリームチーム
『出発！ドリームチーム』（韓: 출발! 드림팀）は、韓国放送公社のKBS第2テレビジョンで放映されたスポーツ・バラエティ番組。1999年1月17日に『スーパーTV 日曜日は楽しい』のコーナーとして新設され、2003年6月8日まで放送されたほか、2009年10月25日に独立番組『出発！ドリームチーム2』として編成され、2016年5月29日まで放送された。